# Martial Baile
Pour les articles homonymes, voir Baile.
Martial Baile est un homme politique français né le 31 juillet 1833 à Tarbes (Hautes-Pyrénées) et décédé le 12 juillet 1906 à Tarbes.

## Biographie
Il est conseiller de préfecture dans les Hautes-Pyrénées en 1873, puis dans le Gard en 1868, il est sous-préfet de Montmorillon en 1870, d'Alès en 1871 et de Bayonne en 1873.
Il devient préfet de l'Aude en 1873 et préfet de la Drôme de 1876 à 1877. Après s'être présenté comme candidat républicain en 1877, il reprend sa carrière préfectorale comme préfet de la Vienne en 1877, de Meurthe-et-Moselle en 1879 et de la Haute-Garonne de 1882 à 1885. Il est député des Hautes-Pyrénées de 1889 à 1893, siégeant à gauche.

## Sources
- « Martial Baile », dans le Dictionnaire des parlementaires français (1889-1940), sous la direction de Jean Jolly, PUF, 1960 [détail de l’édition]